# Хомутовская степь

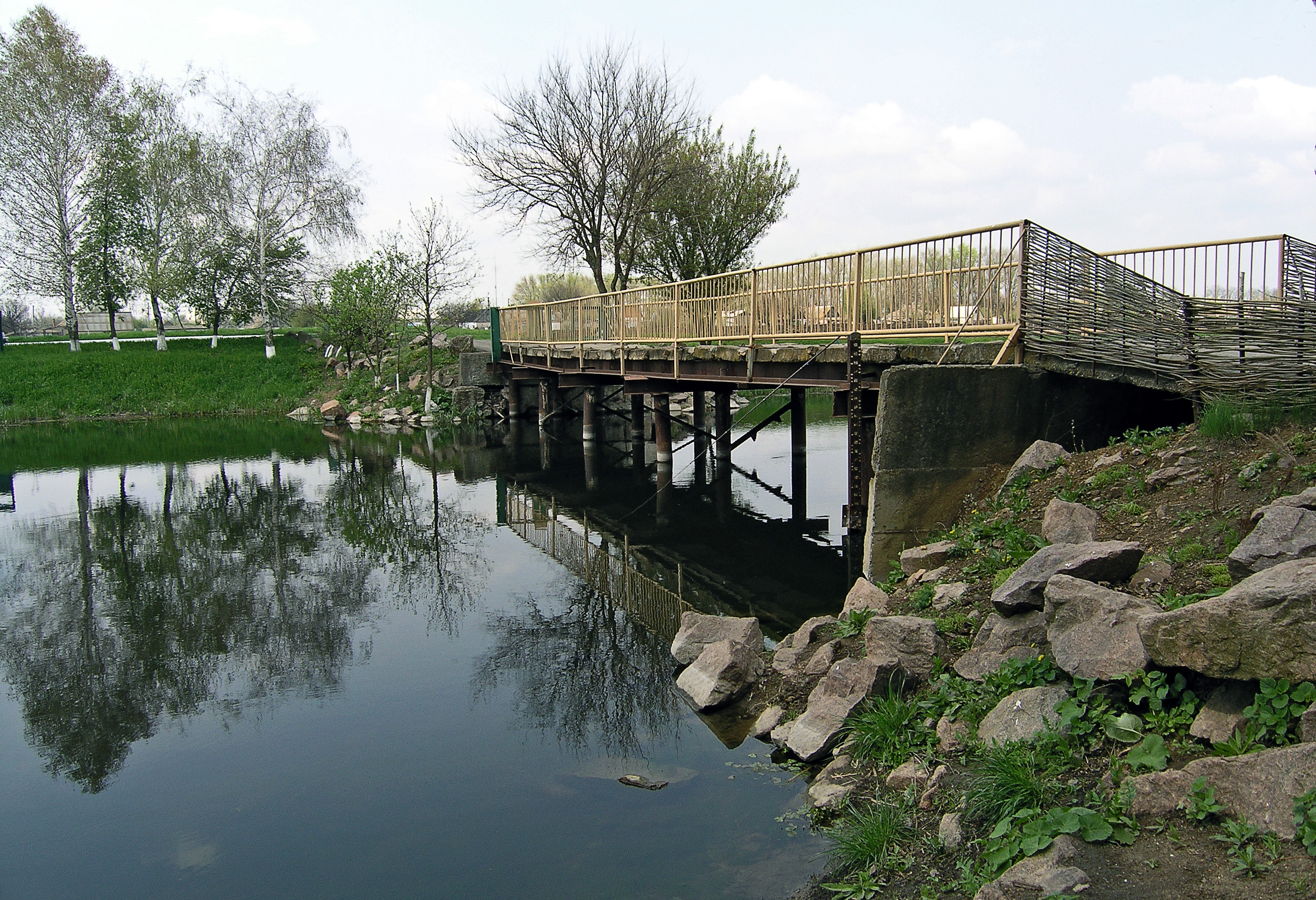
Пешеходный вход на территорию заповедника

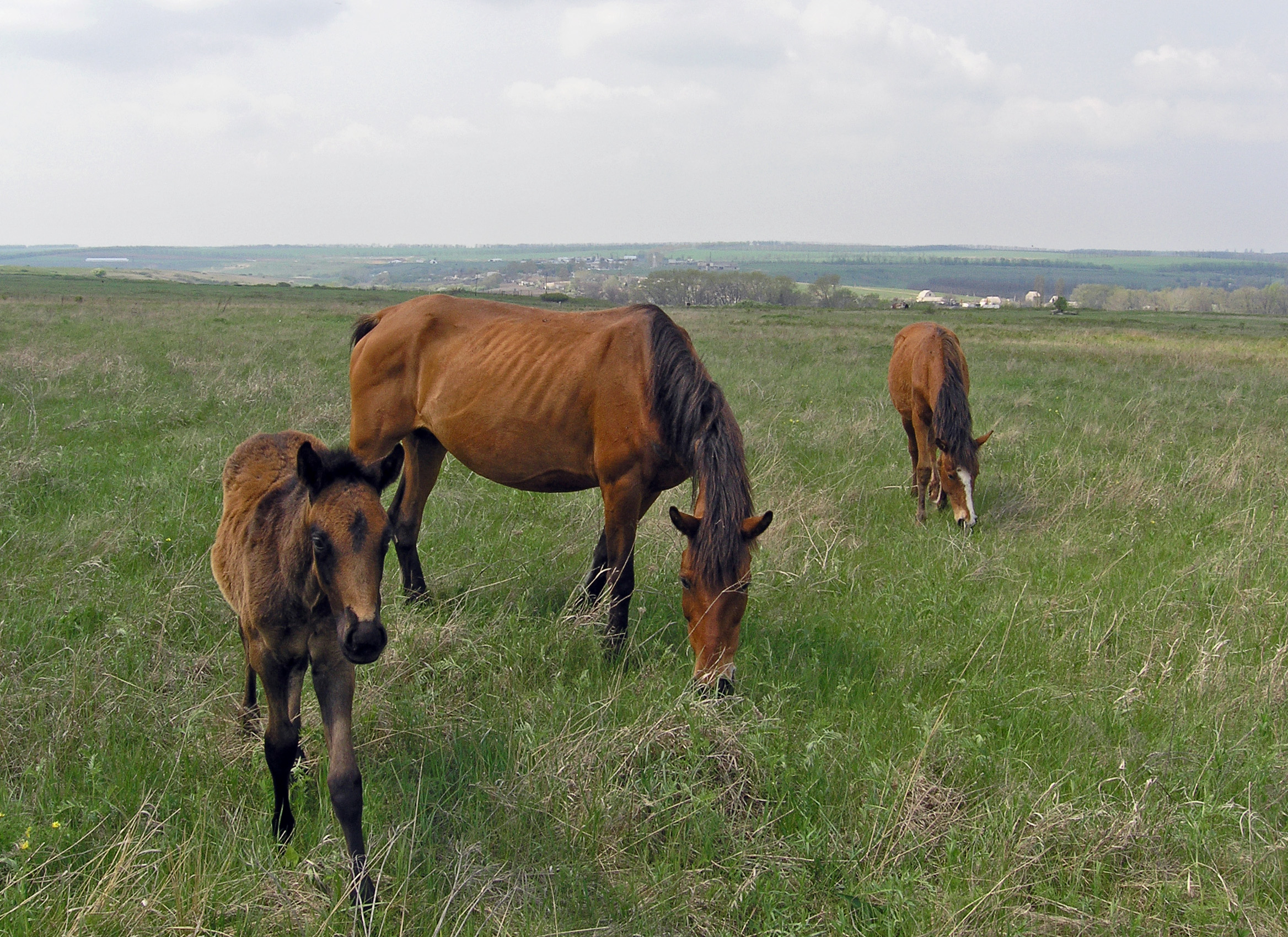
Полудикие лошади, пасущиеся на заповедных травах

Скифская баба встречает посетителей

Хомутовская степь — центральное отделение Украинского государственного степного естественного заповедника. Ботанический заповедник. Статус заповедника Хомутовская степь получила в 1926 году и постановлениями Совета Министров УССР № 311 22 июля 1983 года, № 805 от 25 июня 1964 года. Заповедник расположен в Новоазовском районе Донецкой области на левом берегу реки Грузской Еланчик. С 2014 года территория находится под контролем самопровозглашённой Донецкой Народной Республики. В 2015 году Постановлением Совета Министров самопровозглашённой Донецкой Народной Республики № 10-55 включена в состав биосферной особо охраняемой природной территории республиканского значения «Хомутовская степь — Меотида».
Территория заповедника находится на Приазовской береговой равнине и понижается с севера на юг. Площадь — 1028 га.

## Природное значение
Степь сохранилась до наших дней почти без изменений. В заповеднике есть реликтовые растения, сохранились и охраняются растения группы разнотравно-ковыльных, типчаково-ковыльных, луговых степей.
В заповеднике растут узко-локальные приазовские и приазовско-донецкие эндемы: паронихия головчастая, эфедра двуколосная, ковыль необыкновенный (известен только в Хомутовской степи), ковыль азовский, ковыль Браунера, ковыль шершавый, звездочки азовские, вероника азовская. Есть также другие очень редкие растения: дельфиний ярко-красный, калофака волжская, катран татарский.
Флора насчитывает 604 вида сосудистых растений, 59 — мохообразных, 65 — водорослей, 46 — лишайников, 283 — грибов (включая микромицеты). В Красную книгу Украины занесено 26 видов флоры. Насчитывается 38 видов млекопитающих, 190 — птиц, 7 — пресмыкающихся, 5 — земноводных. Гуляя по заповеднику надо внимательно смотреть под ноги, так как можно встретить гадюку, которая является ядовитой.
База фундаментальных научных исследований. В заповеднике есть музей.
В начале мая наступает период цветения диких пионов («пивония», как говорят местные). Вся степь покрывается яркими красными пятнами цветов и становится похожа на колышущееся красное море. Территория степи, на которой произрастают пионы постепенно расширяется, примерно на 300—500 м в год.

## Историческое значение
На территории находятся 3 кургана, и скопления старых поселений сурков.
В Хомутовской степи Сергей Бондарчук снял фильм «Степь», экранизацию повести А. П. Чехова.

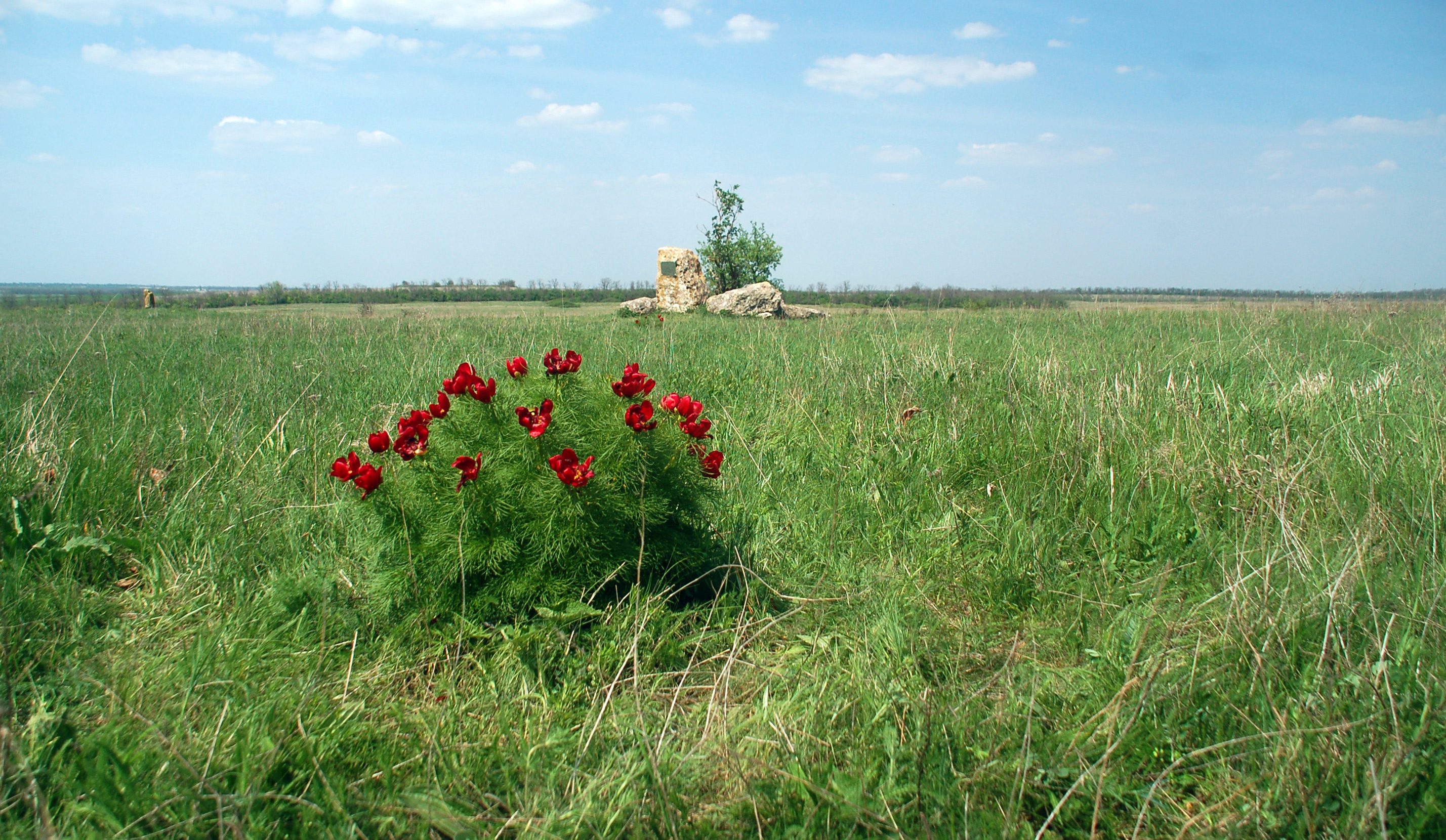
Памятная стела на месте съёмки фильма "Степь"
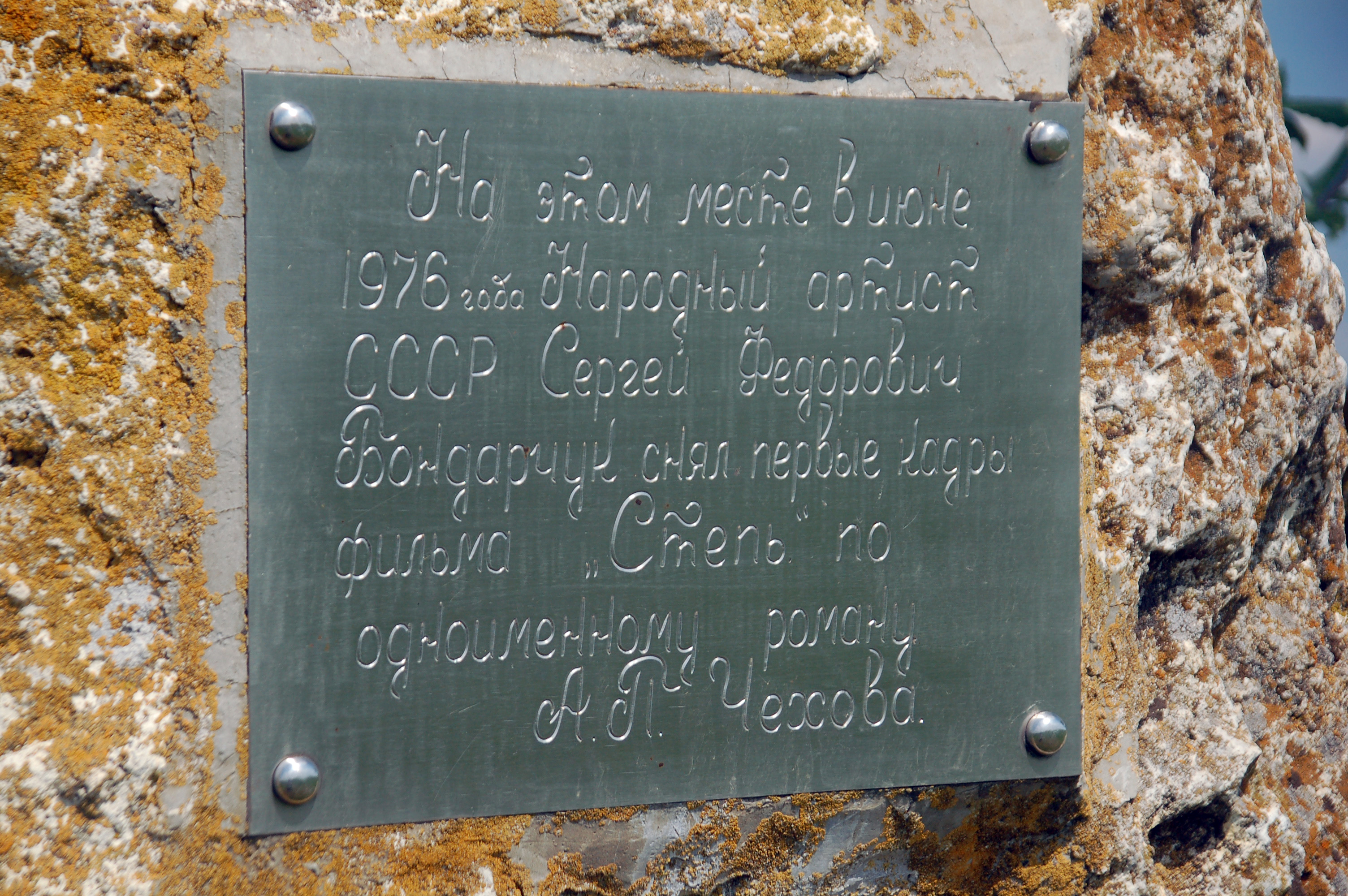
Памятная табличка
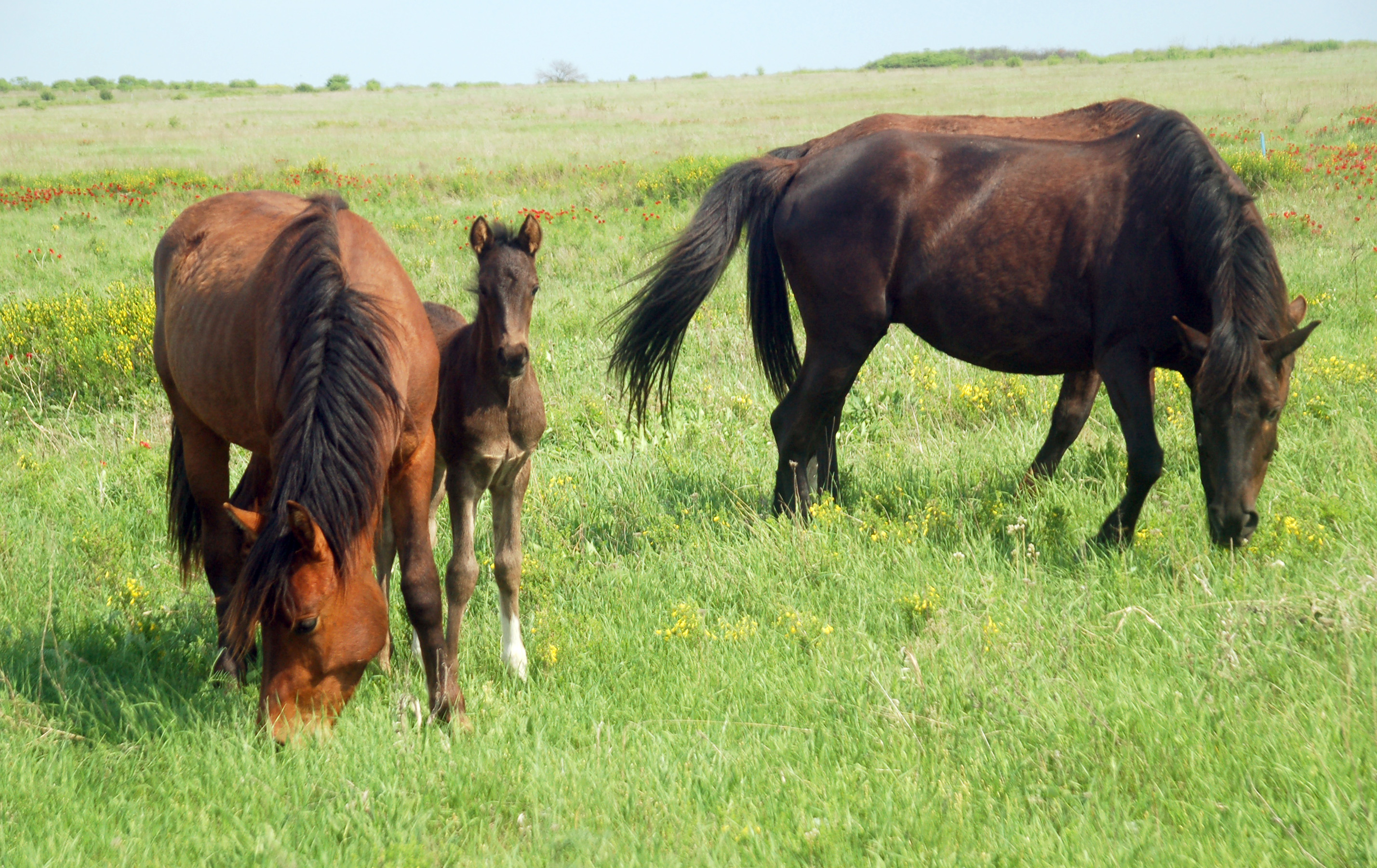
Кони в степи.
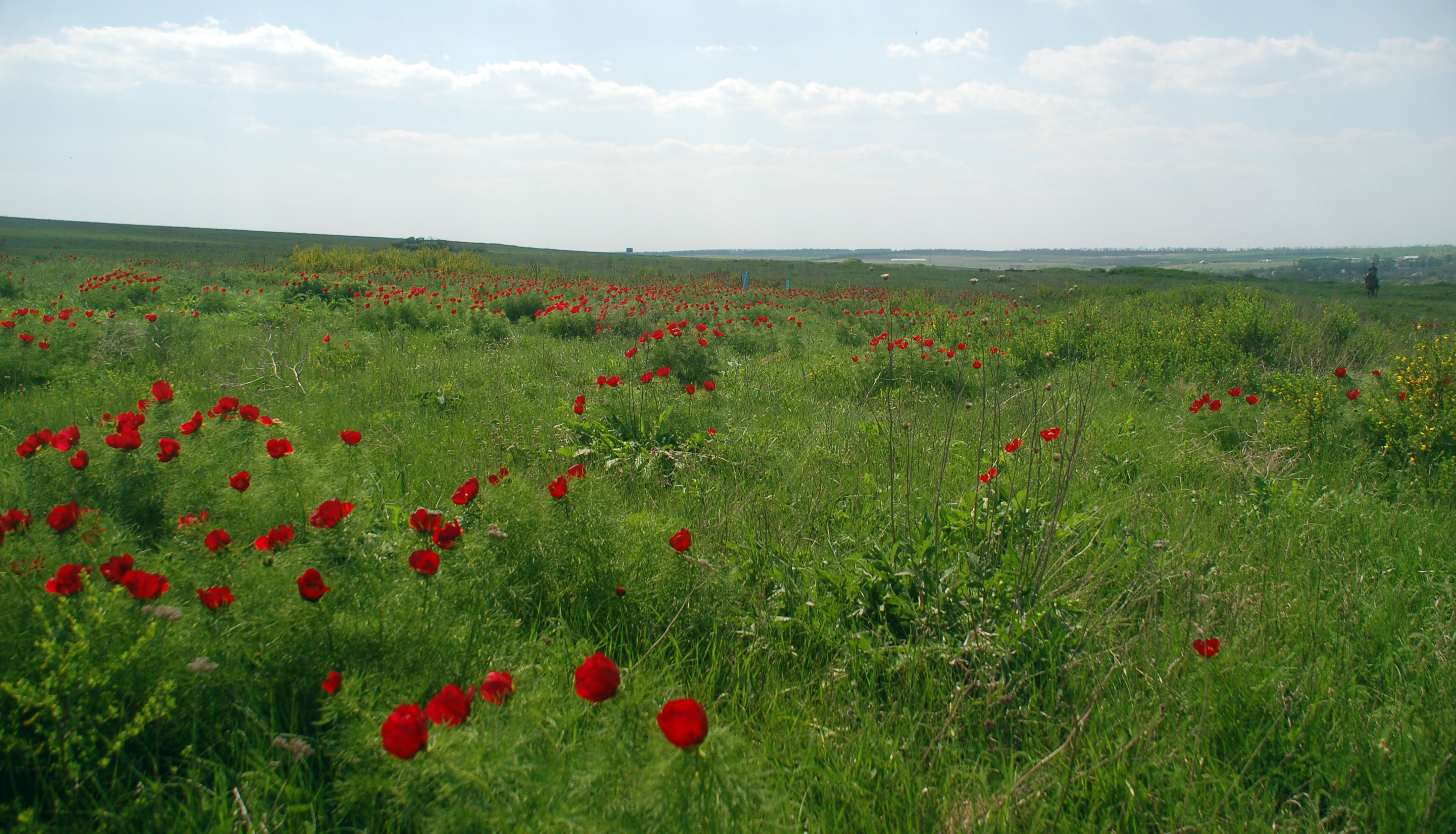
Цветение диких пионов в мае.
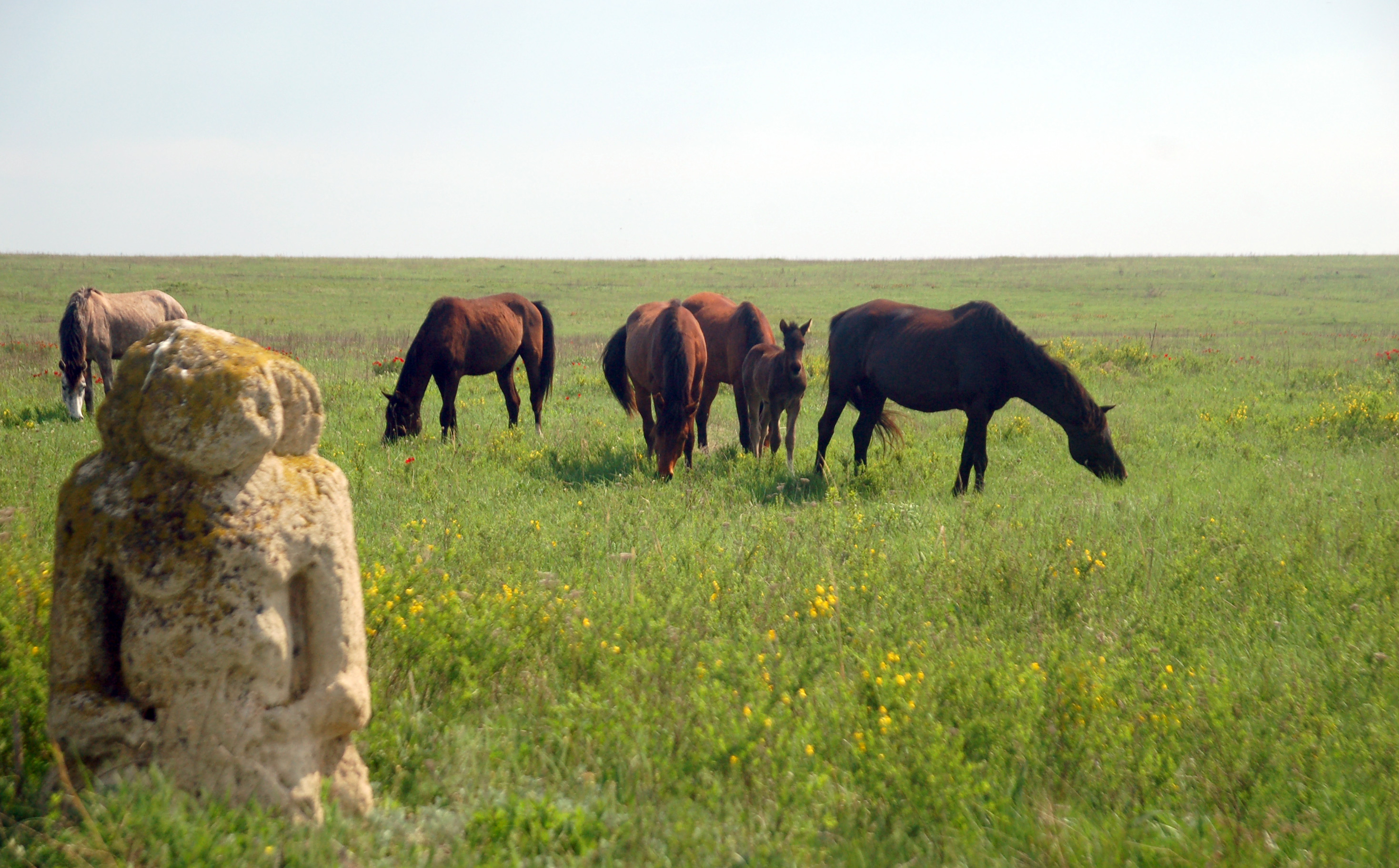
Кони в степи.
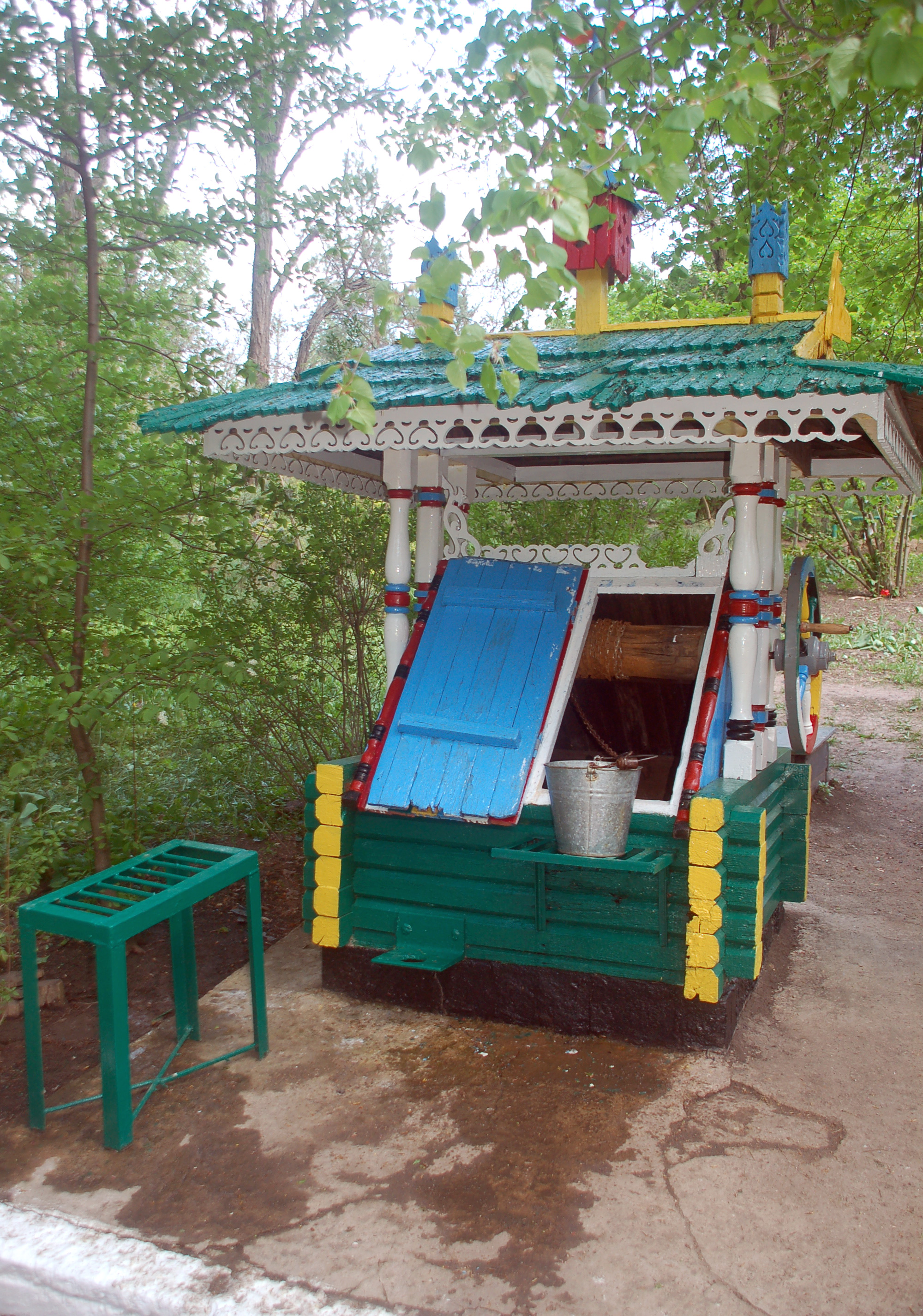
Колодец с вкуснейшей водой.

В составе территории республиканского значения самопровозглашенной ДНР : Биосферный резерват Хомутовская степь-Меотида.